# Ligue 1 2004-05
La temporada 2004-05 de la Ligue 1 se desarrolló entre el 6 de agosto de 2004 y el 28 de mayo de 2005.
El Olympique de Lyon se proclamó campeón por cuarto año consecutivo, igualando el récord de cuatro ligas consecutivas del Olympique de Marsella y el AS Saint-Étienne.
Esta temporada debutó el FC Istres, que se convertía así en el 67.º club en jugar en la máxima categoría francesa.

## Sistema de competición
Tomaron parte en el campeonato veinte clubes, en un grupo único, y siguiendo un sistema de liga, se enfrentaron todos contra todos en dos ocasiones, una en campo propio y otra en campo contrario, sumando un total de 38 jornadas. El calendario de enfrentamientos se estableció por sorteo antes del inicio del torneo.
Como en las ediciones precedentes, la victoria en un partido se premió con tres puntos y el empate con un punto para cada equipo. Al término del campeonato, el equipo que acumuló más puntos (Olympique de Lyon) se proclamó campeón de la liga y obtuvo la clasificación para la Liga de Campeones de la UEFA, junto con el segundo (Lille OSC) y el tercer clasificado (AS Mónaco). El cuarto clasificado (Stade Rennais) obtuvo una plaza para la Copa de la UEFA. Los tres últimos clasificados (Stade Malherbe Caen, SC Bastia y FC Istres) fueron descendidos a la Ligue 2.

## Clasificación final

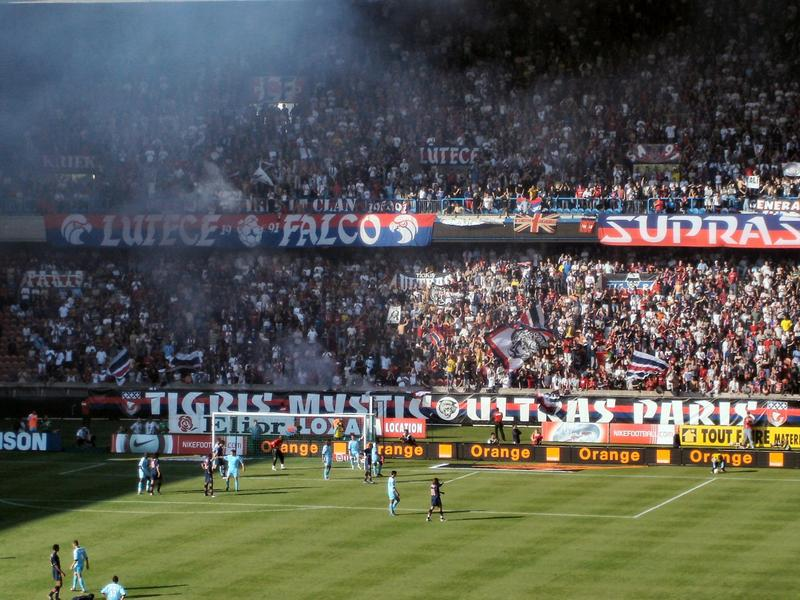
Partido entre el PSG y el SM Caen en el Parque de los Príncipes.

| Pos. | Equipo                | Pts. | PJ | G  | E  | P  | GF | GC | Dif. | Clasificación o descenso                             |
| ---- | --------------------- | ---- | -- | -- | -- | -- | -- | -- | ---- | ---------------------------------------------------- |
| 1    | Olympique de Lyon (C) | 79   | 38 | 22 | 13 | 3  | 56 | 22 | +34  | Fase de grupos de la Liga de Campeones               |
| 2    | Lille                 | 67   | 38 | 18 | 13 | 7  | 52 | 29 | +23  | Fase de grupos de la Liga de Campeones               |
| 3    | Mónaco                | 63   | 38 | 15 | 18 | 5  | 52 | 35 | +17  | Tercera ronda clasificatoria de la Liga de Campeones |
| 4    | Stade Rennes          | 55   | 38 | 15 | 10 | 13 | 49 | 42 | +7   | Primera ronda de la Copa de la UEFA                  |
| 5    | Olympique de Marsella | 55   | 38 | 15 | 10 | 13 | 47 | 42 | +5   | Tercera ronda de la Copa Intertoto                   |
| 6    | Saint-Étienne         | 53   | 38 | 12 | 17 | 9  | 47 | 34 | +13  | Tercera ronda de la Copa Intertoto                   |
| 7    | Lens                  | 52   | 38 | 13 | 13 | 12 | 45 | 39 | +6   | Segunda ronda de la Copa Intertoto                   |
| 8    | Auxerre               | 52   | 38 | 14 | 10 | 14 | 48 | 47 | +1   | Primera ronda de la Copa de la UEFA                  |
| 9    | París Saint-Germain   | 51   | 38 | 12 | 15 | 11 | 40 | 41 | −1   |                                                      |
| 10   | Sochaux               | 50   | 38 | 13 | 11 | 14 | 42 | 41 | +1   |                                                      |
| 11   | Racing de Estrasburgo | 48   | 38 | 12 | 12 | 14 | 42 | 43 | −1   | Primera ronda de la Copa de la UEFA                  |
| 12   | Niza                  | 46   | 38 | 10 | 16 | 12 | 38 | 45 | −7   |                                                      |
| 13   | Toulouse              | 46   | 38 | 12 | 10 | 16 | 36 | 43 | −7   |                                                      |
| 14   | Ajaccio               | 45   | 38 | 10 | 15 | 13 | 36 | 40 | −4   |                                                      |
| 15   | Girondins de Burdeos  | 44   | 38 | 8  | 20 | 10 | 37 | 41 | −4   |                                                      |
| 16   | Metz                  | 44   | 38 | 10 | 14 | 14 | 33 | 45 | −12  |                                                      |
| 17   | Nantes Atlantique     | 43   | 38 | 10 | 13 | 15 | 33 | 38 | −5   |                                                      |
| 18   | Caen (D)              | 42   | 38 | 10 | 12 | 16 | 36 | 60 | −24  | Descenso de categoría                                |
| 19   | Bastia (D)            | 41   | 38 | 11 | 8  | 19 | 32 | 48 | −16  | Descenso de categoría                                |
| 20   | Istres (D)            | 32   | 38 | 6  | 14 | 18 | 25 | 51 | −26  | Descenso de categoría                                |

 Fuente: [cita requerida]
Notas:
1. ↑  Auxerre se clasificó para la primera ronda de la Copa de la UEFA 2005-06 al haber ganado la Copa de Francia 2004-05.
2. ↑  Racing de Estrasburgo se clasificó para la primera ronda de la Copa de la UEFA 2005-06 al haber ganado la Copa de la Liga de Francia 2004-05.

### Ascensos
- AS Nancy (campeón de la Ligue 2)
- Le Mans UC72 (subcampeón de la Ligue 2)
- Troyes AC (tercero en la Ligue 2)

## Máximos goleadores
|   | Jugador               | País     | Club                | Goles |
| - | --------------------- | -------- | ------------------- | ----- |
| 1 | Alexander Frei        | Suiza    | Stade Rennais       | 20    |
| 2 | Mickaël Pagis         | Francia  | RC Estrasburgo      | 15    |
| 3 | Pauleta               | Portugal | Paris Saint-Germain | 14    |
| 4 | Pascal Feindouno      | Guinea   | AS Saint-Étienne    | 13    |
|   | Araujo Dall'Igna Ilan | Brasil   | Sochaux             | 13    |
|   | Juninho Pernambucano  | Brasil   | Olympique de Lyon   | 13    |
|   | Sébastien Mazure      | Francia  | SM Caen             | 13    |
|   | Matt Moussilou        | Francia  | Lille OSC           | 13    |
| 9 | Mamadou Niang         | Senegal  | RC Estrasburgo      | 12    |
|   | John Utaka            | Nigeria  | RC Lens             | 12    |